# Lateinische Schweiz

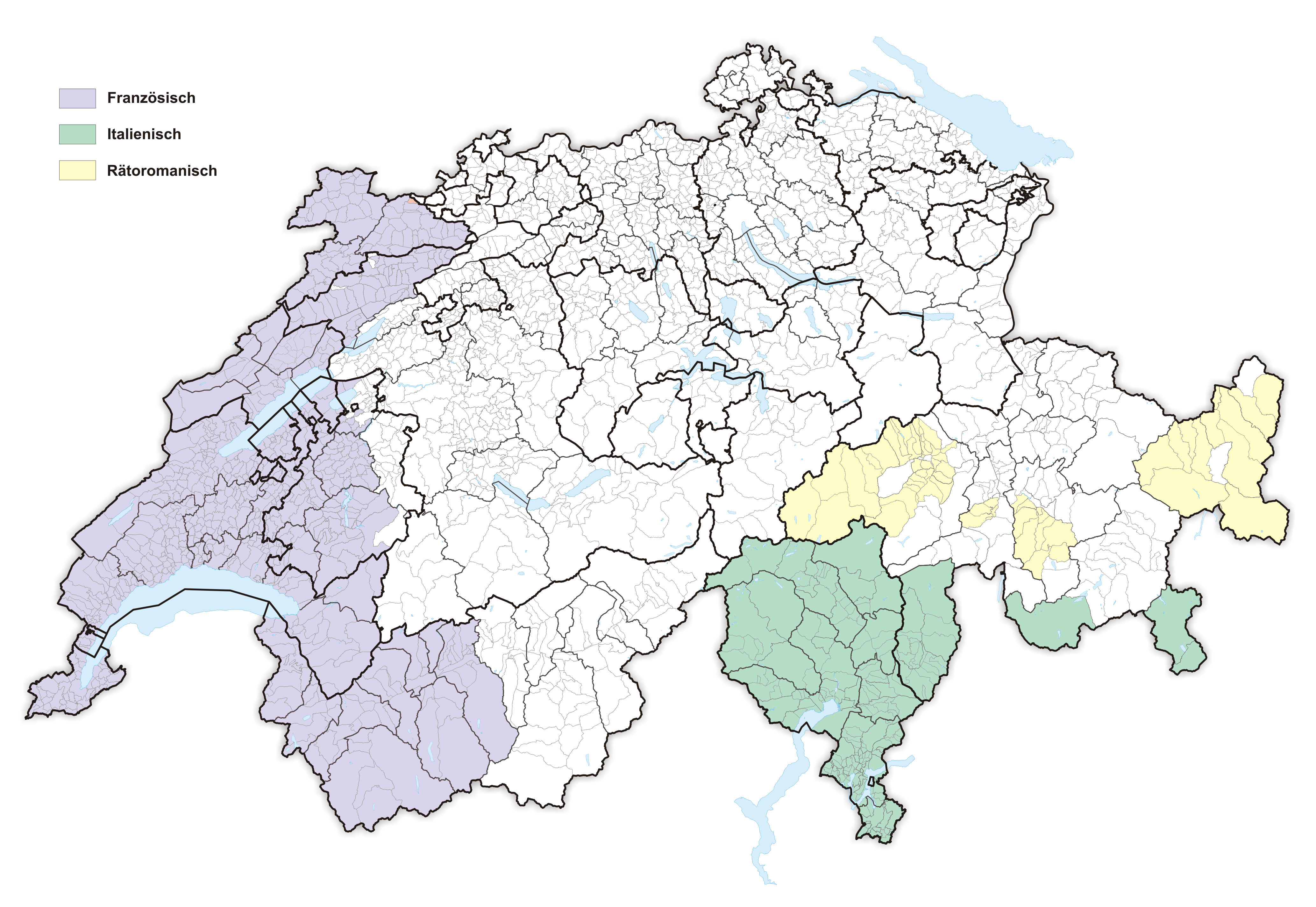
Lateinische Sprachgebiete der Schweiz – Mehrheitsverhältnis nach der BFS-Erhebung 2010; Karte mit einem Gemeindebestand per 1. Juli 2011
Französisch
(22,8 % der Bevölkerung; 23,4 % der Schweizer)
Italienisch
(8,4 % der Bevölkerung; 6,1 % der Schweizer)
Rätoromanisch
(0,6 % der Bevölkerung; 0,7 % der Schweizer)

Die Bezeichnung Lateinische Schweiz ist ein in der Deutschschweiz verwendeter Sammelbegriff für die Schweizer Sprachregionen französische Schweiz, italienische Schweiz und rätoromanische Schweiz.

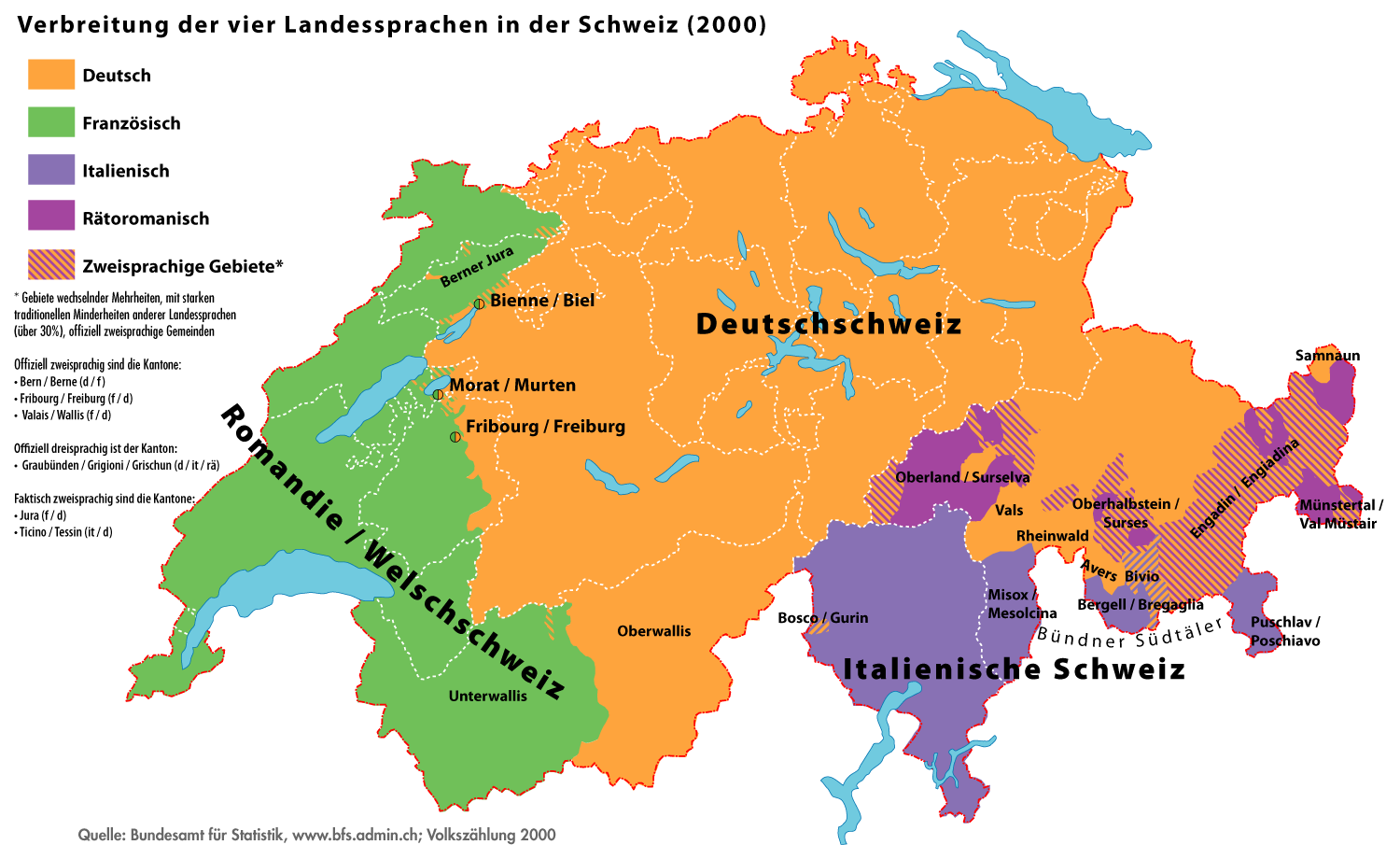
Verbreitung der Landessprachen in der Schweiz (2000)